# Stigmella atricapitella
Stigmella atricapitella là một loài bướm đêm thuộc họ Nepticulidae. Loài này có ở Scandinavia to Ireland, bán đảo Iberia, Sicilia, Hy Lạp và the Ukraina. Nó cũng có mặt ở Cận Đông. It also occurs on Madeira, ở đó nó is most likely an introduced species.
Sải cánh dài 4.5-5.7 mm. Con trưởng thành bay từ tháng 5 đến tháng 6 và again từ tháng 7 đến tháng 8. Có hai lứa trưởng thành một năm.
Ấu trùng ăn Quercus cerris, Quercus petraea, Quercus pubescens, Quercus pyrenaica và Quercus robur. Chúng ăn lá nơi chúng làm tổ. 